# Among the Sleep
Among the Sleep är ett förstapersons survival horror/äventyrsspel från 2014, utvecklat av norska Krillbite Studios till Microsoft Windows, OS X, Linux och Playstation 4.
Spelaren kontrollerar ett tvåårigt barn där hela spelet upplevs ur dennes perspektiv. Among the Sleep fick övervägande positiva recensioner när det släpptes.